# Пемінус 9
Пемінус 9 (англ. Pemynoos 9) — індіанська резервація в Канаді, у провінції Британська Колумбія, у межах регіонального округу Томпсон-Нікола.

## Населення
За даними перепису 2016 року, індіанська резервація не ма постійного населення.

## Клімат
Середня річна температура становить 7,8°C, середня максимальна – 22,2°C, а середня мінімальна – -10,4°C. Середня річна кількість опадів – 302 мм.
| Клімат поселення                              | Клімат поселення | Клімат поселення | Клімат поселення | Клімат поселення | Клімат поселення | Клімат поселення | Клімат поселення | Клімат поселення | Клімат поселення | Клімат поселення | Клімат поселення | Клімат поселення | Клімат поселення |
| Показник                                      | Січ.             | Лют.             | Бер.             | Квіт.            | Трав.            | Черв.            | Лип.             | Серп.            | Вер.             | Жовт.            | Лист.            | Груд.            |                  |
| Середній максимум, °C                         | 1,84             | 5,44             | 9,94             | 13,86            | 18,25            | 21,88            | 22,16            | 22,15            | 17,42            | 11,48            | 5,00             | 0,42             |                  |
| Середня температура, °C                       | −4,26            | −0,66            | 3,84             | 7,78             | 12,16            | 15,79            | 18,92            | 18,90            | 14,16            | 8,23             | 1,76             | −2,85            |                  |
| Середній мінімум, °C                          | −10,36           | −6,75            | −2,25            | 1,67             | 6,06             | 9,71             | 15,65            | 15,64            | 10,89            | 4,96             | −1,51            | −6,1             |                  |
| Норма опадів, мм                              | 25               | 16               | 14               | 15               | 29               | 35               | 31               | 26               | 23               | 24               | 31               | 33               |                  |
| Середньомісячна швидкість вітру, м/с          | 2.11             | 2.20             | 2.50             | 2.80             | 2.50             | 2.40             | 2.22             | 2.02             | 1.89             | 2.10             | 2.20             | 2.20             |                  |
| Середньомісячна сонячна радіація, кДж/м²·день | 3270             | 6435             | 11036            | 15995            | 19500            | 21062            | 22057            | 18855            | 13302            | 7494             | 3710             | 2550             |                  |
| --------------------------------------------- | ---------------- | ---------------- | ---------------- | ---------------- | ---------------- | ---------------- | ---------------- | ---------------- | ---------------- | ---------------- | ---------------- | ---------------- | ---------------- |
| Джерело:                                      |                  |                  |                  |                  |                  |                  |                  |                  |                  |                  |                  |                  |                  |